# Правосудие Спенсера
«Правосудие Спенсера» (англ. Spenser Confidential) — американский фильм, детективный боевик режиссёра Питера Берга по сценарию Шона О’Кифи и Брайана Хелгеленда, написанного по мотивам романа Эйса Аткинса «Страна чудес» с персонажами, созданными Робертом Б. Паркером.

## Сюжет
Сюжет криминального боевика разворачивается в центре Бостона, вокруг бывшего копа, недавно освободившегося из мест заключения. Главный герой по имени Спенсер — бывший бостонский полицейский, которого осудили за избиение своего коллеги Бойлана (начальника «убойного» отдела). Освободившись из тюрьмы, Спенсер решает покинуть родной город и уехать в Аризону, так как больше его в Бостоне ничего не держит. Своего жилья у него нет, бывшая девушка вдребезги с ним рассорилась. Спенсер мечтает стать водителем большегрузного автомобиля, разъезжать по Америке со своей старой собакой в кабине, и пока поступает в Бостоне в школу дальнобойщиков. Его старый друг, тренер и наставник по боксу, Генри Симоли, приютивший Спенсера, просит его о помощи — пока он ещё в городе, поработать в спортклубе, поставить удар начинающему бойцу, огромному чернокожему парню по имени Хоук, который занимается смешанными единоборствами и тоже пока живёт у Генри.
Первой же ночью, которую Спенсер провёл в Бостоне, на стоянке школьных автобусов жестоко убит Бойлан. Сразу же основным подозреваемым предсказуемо оказывается Спенсер, имевший явный мотив. Однако, когда и Генри, и Хоук категорически подтверждают его алиби, бывший напарник Спенсера Дрисколл, ведущий расследование, вынужден снять со Спенсера все подозрения.
Тем же утром в машине рядом со своим домом обнаруживают тело ещё одного полицейского, Терренса Грэма. Перед убийством машину Бойлана протаранили, и сделал это внедорожник Грэма. Официальное расследование очень быстро приходит к выводу, что Теренс Грэм убил Бойлана, а затем покончил жизнь самоубийством, выстрелив себе в голову. Тайник с деньгами и наркотиками, обнаруженный сотрудниками Дрисколла в доме Грэма, явным образом подтверждает эту версию, полиция заявляет о продажности Терренса. Бойлана хоронят с почестями, почётным караулом и салютом, тогда как с Грэмом приходят попрощаться только его близкие.
Спенсер, хорошо знавший и Бойлана, и Грэма, не верит в официальную версию. Взяв в помощники Хоука, с которым у него наладились отношения, Спенсер начинает собственное расследование убийства Бойлана и «самоубийства» Терренса. Сначала он рассказывает Генри и Хоуку, что причиной избиения Бойлана, за которое он сел в тюрьму, стало то, что последний, будучи начальником отдела по раскрытию убийств, несмотря на наличие массы материалов, спустил на тормозах убийство молодой девушки, активистки протестов против строительства казино, у матери которой Спенсер когда-то, ещё мальчиком, подрабатывал на дому. В результате банда отморозков, забивших насмерть её дочь, ушла от наказания.
Спенсеру удаётся раздобыть записи камер видеонаблюдения. Он неожиданно приходит к выводу, что к убийству девушки и смерти Терренса Грэма причастны одни и те же лица. Собранные доказательства он сначала представляет Дрисколлу, а затем сотрудникам ФБР, которые проводят собственную разработку в отношении продажных бостонских полицейских. Однако и Дрисколл, и агенты ФБР относятся к свидетельству Спенсера скептически, и первый, и вторые просят его бросить свое расследование. Несмотря на это, Спенсер продолжает копать дальше и получает доказательства того, что Терренс раскрыл сеть распространителей наркотиков, с которой сотрудничал Бойлан. Грэм вынудил Бойлана давать информацию и накануне своей гибели записал на диктофон разговор, в котором Бойлан признался, что во главе всего наркокартеля стоит не кто иной как Дрисколл. Терренс запечатал карту памяти в конверт и отправил своей жене почтой, поэтому-то люди Дрисколла и не нашли её при обыске, в ходе которого так успешно «обнаружили» ранее подброшенные деньги и наркотики.
Вдова Грэма, в свою очередь, передаёт полученную запись Спенсеру, оставив себе только конверт с адресом — ведь это последние строки, написанные рукой её мужа. Спенсер пытается поговорить с Дрисколлом, уговаривает его сдаться ФБР, «честно отсидеть своё» и остаться героем для собственного сына, но тот отвергает предложение бывшего напарника. Тогда Спенсер с Хоуком перехватывают фургон с наркотиками, принадлежащими Дрисколлу и его банде, а тот в свою очередь берет в заложники Генри и требует вернуть свой товар.
Спенсер, Хоук, а также согласившаяся помочь им бывшая подруга Спенсера Сисси, с которой у героя после выхода из тюрьмы разладились отношения, освобождают старика, сумев нейтрализовать большую часть банды и захватить Дрисколла, и оставляют для ФБР на месте их задержания гору наркотиков, денег и другие доказательства их преступной деятельности.
Правосудие Спенсера свершилось. Дрисколла и оставшихся в живых членов его банды приговаривают к длительным срокам лишения свободы. Бостонские газеты захлёбываются от восторга, расписывая героизм Спенсера и Хоука. Полицейское руководство полностью реабилитирует Терренса Грэма, принеся извинения его вдове и предоставив достойную стипендию осиротевшему сыну. Сисси и Спенсер вновь сходятся.
В конце фильма Спенсер, Сисси, Хоук и Генри отмечают победу. Они сидят в прибрежном кафе, смакуют лобстеров, которых так любит Сисси (и ненавидит Генри, когда-то работавший рыбаком — он демонстративно жуёт сосиски), и смотрят телевизор. В новостях сообщают о задержании Мартина Фоули, начальника местной пожарной части. Его подозревают в поджоге два года назад, когда Спенсер ещё был в тюрьме, церкви Святого Эйдана, при тушении которой погибли двое пожарных. Слышно, как задержанный, заталкиваемый полицейскими в фургон, в отчаянии кричит: «Помогите! Я невиновен! Меня подставили!»  Спенсер, увидев его, говорит, что знает Марти Фоули со школы и тот всегда был отличным парнем. И все присутствующие, переглянувшись, приходят к одной и той же мысли — «правосудие Спенсера» только что обрело нового подзащитного.

## В ролях
| Актёр                     | Роль                                            |
| ------------------------- | ----------------------------------------------- |
| Марк Уолберг              | Спенсер, бывший сержант полиции                 |
| Уинстон Дьюк              | Хоук, начинающий боец ММА                       |
| Алан Аркин                | Генри Симоли, владелец спортклуба               |
| Элайза Шлезингер          | Сисси Дэвис, бывшая девушка Спенсера            |
| Букем Вудбайн             | Дрисколл, полицейский, бывший напарник Спенсера |
| Марк Мэрон                | Уэйн Косгроув                                   |
| Post Malone               | Скьюб                                           |
| Кэсси Вентура             | Элиза                                           |
| Джеймс ДюМонт             | Чарлз Бентвуд                                   |
| Майкл Гэстон              | капитан Джон Бойлан                             |
| Коллин Кэмп               | Мара                                            |
| Брендон Скейлз            | Теренс Грэм, полицейский                        |
| Хоуп Олэйд Уилсон         | Летиция Грэм, вдова Теренса                     |
| Эйана Браун               | Бёртон, специальный агент ФБР                   |
| Дастин Такер              | Фингл, специальный агент ФБР                    |
| Кип Викс                  | Маклин                                          |
| Ребекка Жибель            | миссис Бойлан                                   |
| Big Shug                  | В. Линц                                         |
| Дональд Серроне           | Большой мальчик                                 |
| Юстус Карни               | работник винного магазина                       |
| Кристофер Джерард Вайгель | хипстер                                         |

## Производство
Съёмки фильма начались в конце 2018 года в Бостоне. Резиденция персонажа Симоли (у которого остановился Спенсер) была снята в районе Джонс-Хилл в Бостоне, на улице, где актер Уолберг жил в подростковом возрасте.

## Музыка
Стив Яблонски написал музыку к фильму. Саундтрек был выпущен компанией BMG.

## Выход
Фильм выпущен компанией Netflix 6 марта 2020 года.
На своей встрече в первом квартале в апреле 2020 года Netflix сообщила, что за первые шесть недель существования фильма его посмотрели 85 миллионов человек. В топ-10 за октябрь 2020 года, фильм имеет все те же 85 млн. просмотров, сохранив за собой третью строчку списка.